# Bahnhof Koblenz (CH)

Der Bahnhof Koblenz liegt südlich der Schweizer Ortschaft Koblenz. Er wurde zusammen mit der Bahnstrecke Turgi–Koblenz–Waldshut von der Schweizerischen Nordostbahn (NOB) am 18. August 1859 eröffnet. Mit der Inbetriebnahme der Bahnstrecke Winterthur–Koblenz am 1. August 1876 und der Bahnstrecke Koblenz–Stein-Säckingen am 1. August 1892 entwickelte er sich zu einem Kreuzungsbahnhof. Im Jahre 2013 erfolgte sein umfassender Umbau mit einer Modernisierung der Bahnanlagen.

## Geschichte

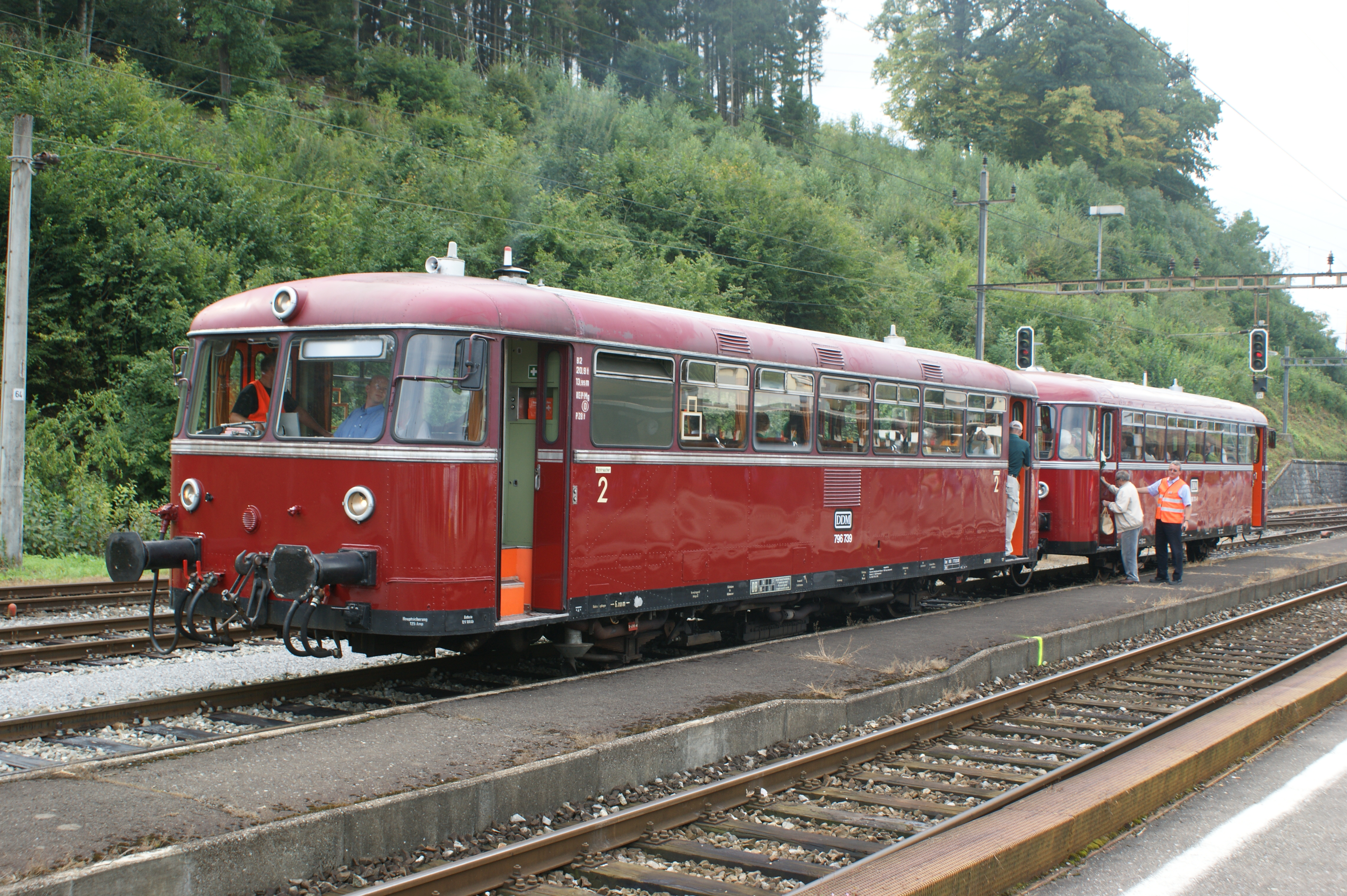
Uerdinger Schienenbus in Koblenz (CH)

Die Schweizerische Nordbahn, die am 7. August 1847 die erste Bahnlinie auf Schweizer Boden zwischen Zürich und Baden eröffnete, plante noch vor der Fertigstellung ihre Weiterführung in Richtung Basel. Das Grossherzogtum Baden genehmigte am 18. Juni 1846 den Bau und den Betrieb der Strecke Koblenz–Waldshut, der Kanton Aargau am 3. Juli desselben Jahres das dazwischen liegende Teilstück Baden–Turgi–Koblenz. Der Sonderbundskrieg und die nach der Annahme der Bundesverfassung auftretenden politischen Veränderungen führten jedoch zu Verzögerungen. So sah das 1852 vom Bundesrat vorgelegte nationale Eisenbahnkonzept keine Verbindung Turgi–Koblenz vor. Auf Initiative von Alfred Escher fusionierte die Nordbahn 1853 mit der Zürich-Bodensee-Eisenbahn zur Schweizerischen Nordostbahn (NOB). Diese setzte das Projekt 1857 fort und eröffnete am 18. August 1859 die Strecke Turgi–Koblenz–Waldshut mitsamt der Rheinbrücke.
Mit der Inbetriebnahme dieser Linie bestand erstmals überhaupt eine Verbindung zwischen den schweizerischen und deutschen Eisenbahnnetzen. Ebenso war diese Rheinbrücke die erste, die unterhalb des Bodensees die Querung des Rheins mittels Eisenbahn ermöglichte (die Eröffnung der Dombrücke in Köln folgte sechs Wochen später am 3. Oktober 1859). Als Reaktion auf drohende Konkurrenz durch die Schweizerische Nationalbahn begann die NOB im Jahr 1869 mit der Planung einer Bahnstrecke von Winterthur über Eglisau nach Koblenz. Im Hinblick auf ihre Eröffnung am 1. August 1876 baute die NOB den Bahnhof Koblenz aus. Neben dem Aufnahmegebäude entstand ein zweiteiliges Depot, bestehend aus einer lang gezogenen Remise und einem zweigleisigen Lokschuppen mit Drehscheibe.
Aufgrund finanzieller Engpässe bei der NOB verzögerte sich der Weiterbau dieser Strecke dem Rhein entlang nach Stein-Säckingen um über ein Jahrzehnt. Erst 1887 konnten die Arbeiten aufgenommen werden. Durch die Eröffnung der Bahnstrecke Koblenz–Stein-Säckingen mitsamt der Aarebrücke am 1. August 1892 wurde Koblenz zu einem voll ausgebauten Kreuzungsbahnhof. Die Einstellung des Grenzverkehrs zwischen Koblenz und Waldshut während der beiden Weltkriege führte jeweils zu einem markanten Verkehrsaufkommen. Die Jahre nach dem Zweiten Weltkrieg waren von einer markanten Zunahme des Güterverkehrs geprägt. 1970 errichtete Max Vogt ein modernes Dienstgebäude. Der Höhepunkt wurde 1971 erreicht, als wegen des Umbaus der Güterbahnhöfe in Basel und Schaffhausen 45'000 Güterwagen den Rhein bei Koblenz überquerten. Die Inbetriebnahme des Rangierbahnhofs Limmattal 1978 hatte einen drastischen Rückgang zur Folge; bis 1988 schrumpfte die in Koblenz umgeschlagene Gütermenge um das 16fache. Einen weiteren Bedeutungsverlust erlitt der Bahnhof mit der Einstellung des Personenverkehrs auf der Strecke nach Stein-Säckingen am 28. Mai 1994.

## Anlage

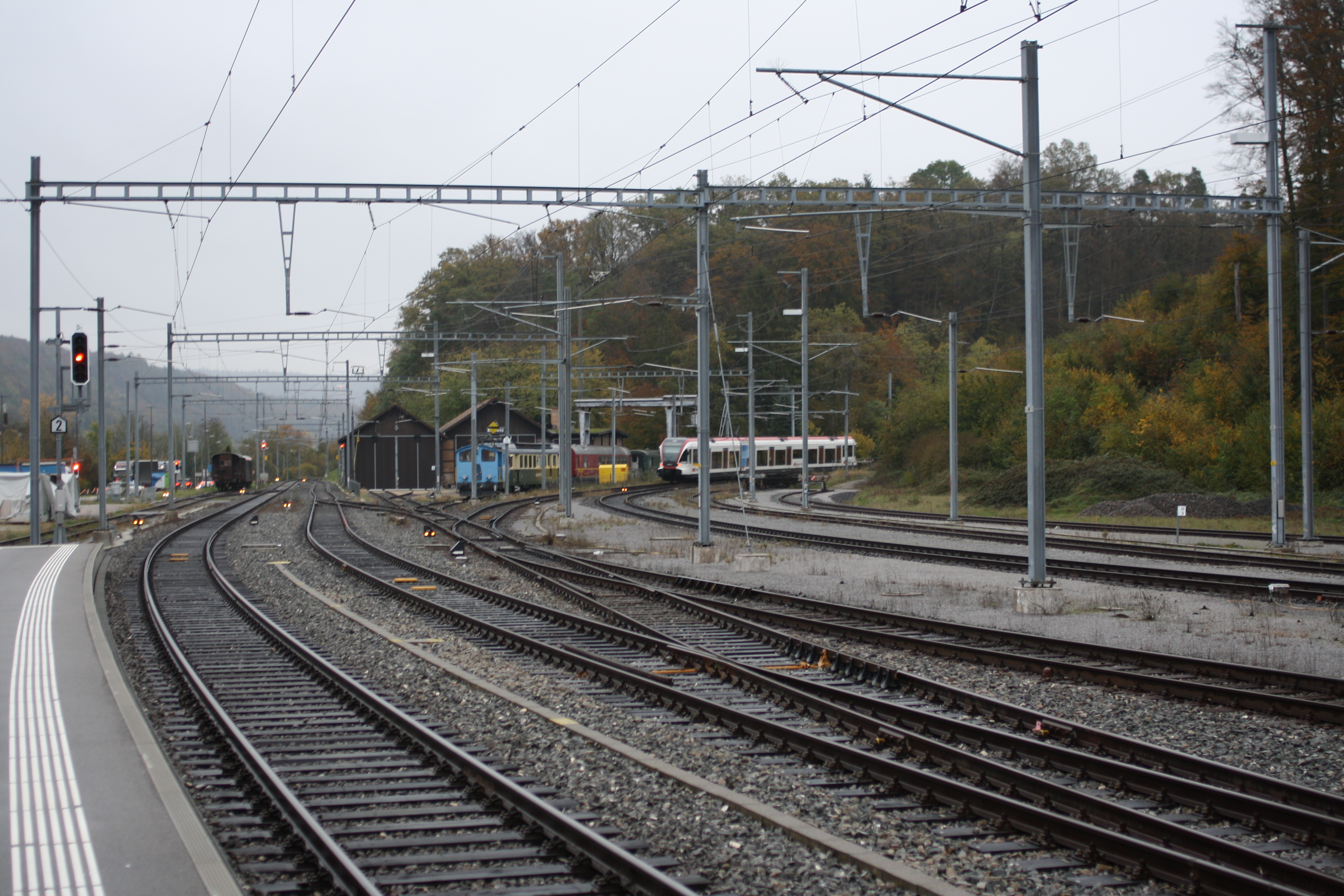
Nordkopf des Bahnhofs mit nach Waldshut ausfahrendem Triebzug

### Gleissystem
Weil für die Überquerung des Rheins und den Aufstieg zum Bahnhof von Waldshut ein Steigungsabschnitt erforderlich war, entstand der Bahnhof etwa einen Kilometer südwestlich des Dorfzentrums von Koblenz. Um den Rhein mit einer Brücke im rechten Winkel überqueren zu können, mussten die Gleise vom Bahnhof aus zuerst etwas nach Osten ausholen und dann in einer Linkskurve zum Brückenkopf geführt werden. Die Zufahrtsrampe liegt zum grossen Teil im Tälchen des Apelööbachs und benötigt deshalb noch einen kurzen Tunnel unter dem Hinterbuck. Vom nördlichen Tunnelportal an liegt die Bahnstrecke bis zur Kantonsstrasse auf einem sechsbogigen steinernen Viadukt, dessen zinnenartige Gestaltung sich am Historismus orientiert. Von der Rheinbrücke aus führen die Gleise in gerader Richtung zum Trassee der Hochrheinbahn und zum Bahnhof Waldshut. Zur besseren Erschliessung des Dorfes richtete die SBB 1997 an der Strecke Koblenz–Eglisau, die den Bahndamm der Waldshuter Linie unterquert, die Haltestelle Koblenz Dorf ein.

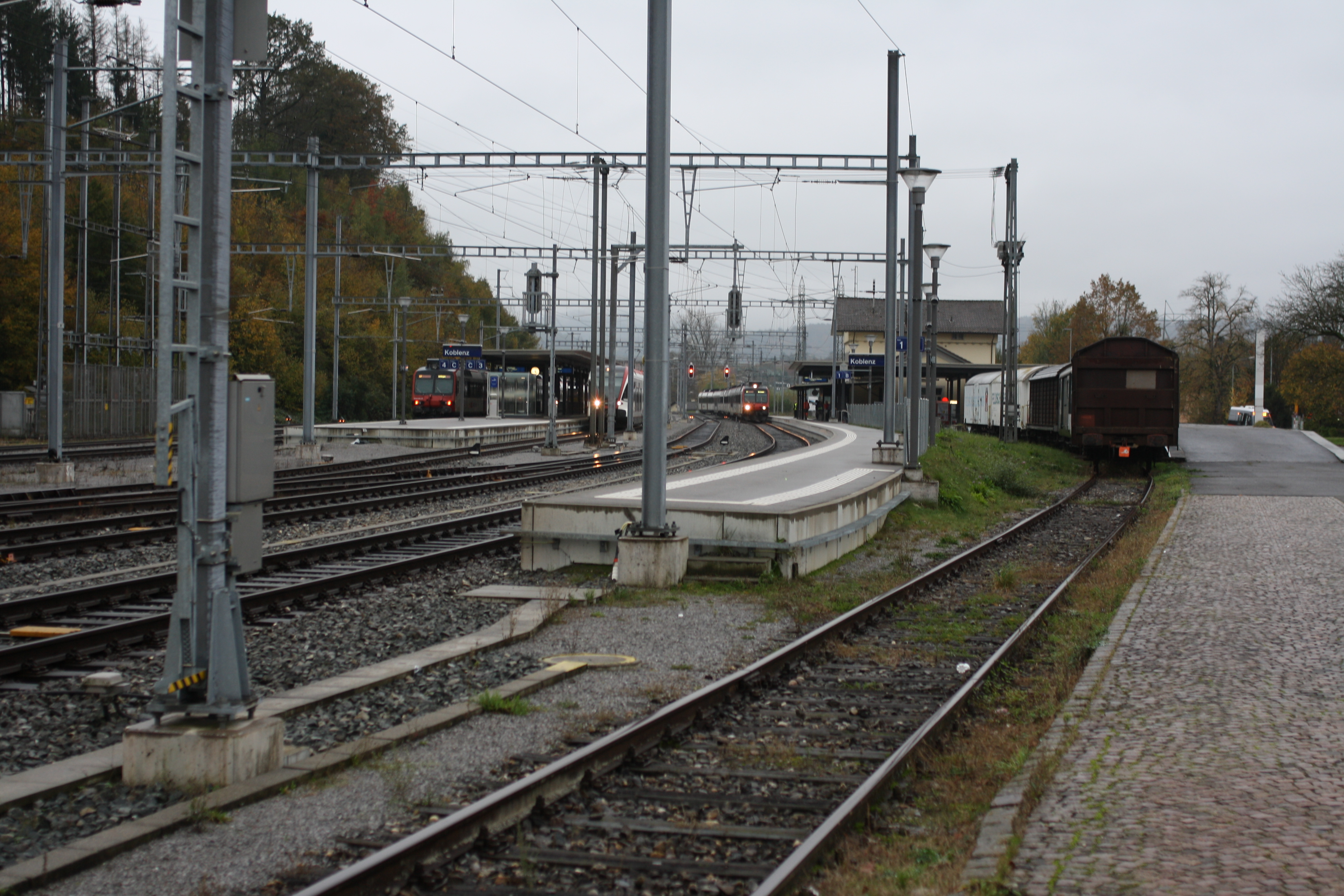
Bahnhof Koblenz von Norden gesehen

Der Bahnhof besitzt vier Hauptgleise – drei davon an einem Perron – und mehrere Rangiergleise. Die Hauptgleise verlaufen ziemlich exakt in Nord-Süd-Richtung, wobei das Empfangsgebäude an der Westseite der Anlage steht. Von Südosten her führt die Strecke von Turgi in einer Kurve in den Bahnhof, auf deren Westseite befinden sich ein Ausziehgleis und das Anschlussgleis des Aarekraftwerks Klingnau. Die Strecke von Stein-Säckingen mündet in einer Kurve kurz nach der Aarebrücke in den südlichen Bereich ein. Die Strecke nach Waldshut wendet sich schon im Bahnhof nach Osten, um die Steigung zum Tunnel und zur Rheinbrücke zu erklimmen. Sie trennt sich von den beiden verlängerten Stationsgleisen in Richtung Eglisau, die zuerst noch nach Norden führen. Im Norden befindet sich zwischen diesen beiden Strecken das ehemalige Depot. Südlich des Aufnahmegebäudes steht der Güterschuppen mit einem Stumpengleis. Nördlich davon ist eine Verladerampe vorhanden, an der sowohl Stirn- als auch Seitenbeladung möglich ist.

### Sicherungstechnik
Sicherungstechnisch hatte der Bahnhof einige Besonderheiten, die durch den letzten Umbau teilweise beseitigt wurden. So mussten die Reisenden noch bis im Juni 2013 und der Fertigstellung einer Unterführung auf dem Weg zum Zug teilweise die Gleise überqueren. Auch war bis dahin ein Domino67-Stellwerk im Einsatz, das als Prototyp eine der ersten Anlagen dieser Art in der Schweiz war und über keine Gleissperren im Bahnhofsbereich verfügte. Später wurde im Stellwerk eine neuere Version eingerichtet. Der Streckenabschnitt zwischen Koblenz und Döttingen war einer der wenigen verbliebenen im Schweizer Eisenbahnnetz, auf denen der Streckenblock keine automatische Rückmeldung lieferte. Jeder Zug, der diesen Abschnitt befuhr, musste nach der Ankunft im Nachbarbahnhof vom Fahrdienstleiter per Knopfdruck rückgemeldet werden. Durch die Modernisierung der Stellwerke in Koblenz und Döttingen (Ersatz des elektromechanischen Schalterstellwerkes „Integra“ durch ein „Domino67“) meldet der Streckenblock nun automatisch zurück.
Aufgrund dieser Modernisierungen war es nun möglich, den Bahnhof mittels Fernsteuerung zu überwachen. Daher befindet sich seit November 2013 kein Fahrdienstleiter mehr vor Ort. Die Fernsteuerung erfolgt nun von der Betriebszentrale Ost der SBB am Zürcher Flughafen aus. Weiterhin wird das Gleis 5 im Bahnhof Waldshut, in welchem die Züge der S-Bahn Zürich (S36) bzw. der S-Bahn Aargau (S27) ein- und ausfahren, vom Stellwerk Koblenz aus gesichert. Eine Fahrt vom Gleis 5 in die übrigen Gleise des Bahnhofs Waldshut ist nur über eine Weichenverbindung möglich, deren Umstellung erst durch Schlüsselfreigabe von den zuständigen Fahrdienstleitern auf Schweizer und deutscher Seite möglich ist.
Der rund 16 km lange Streckenabschnitt zwischen Koblenz und Laufenburg mit den früheren Bahnhöfen Leibstadt, Full und Felsenau wird ebenfalls vom Stellwerk Koblenz aus gesteuert. Auch hier gilt analog zu Waldshut, dass sämtliche Weichen, die von der Strecke aus Anschlussgleise erschliessen, nur durch Schlüsselfreigabe umgesteuert werden können. Als Besonderheit gilt hier, dass die Schlüsselfreigabe nur möglich ist, wenn vom Stellwerk Koblenz aus der so genannte Zustellbetrieb aktiviert wurde. Dann sind auf der Strecke nur noch Rangierfahrten aber keine Zugfahrten möglich. Aus diesem Grund sind Zugskreuzungen im ehemaligen Bahnhof Leibstadt heute nicht mehr möglich.

### Aufnahmegebäude

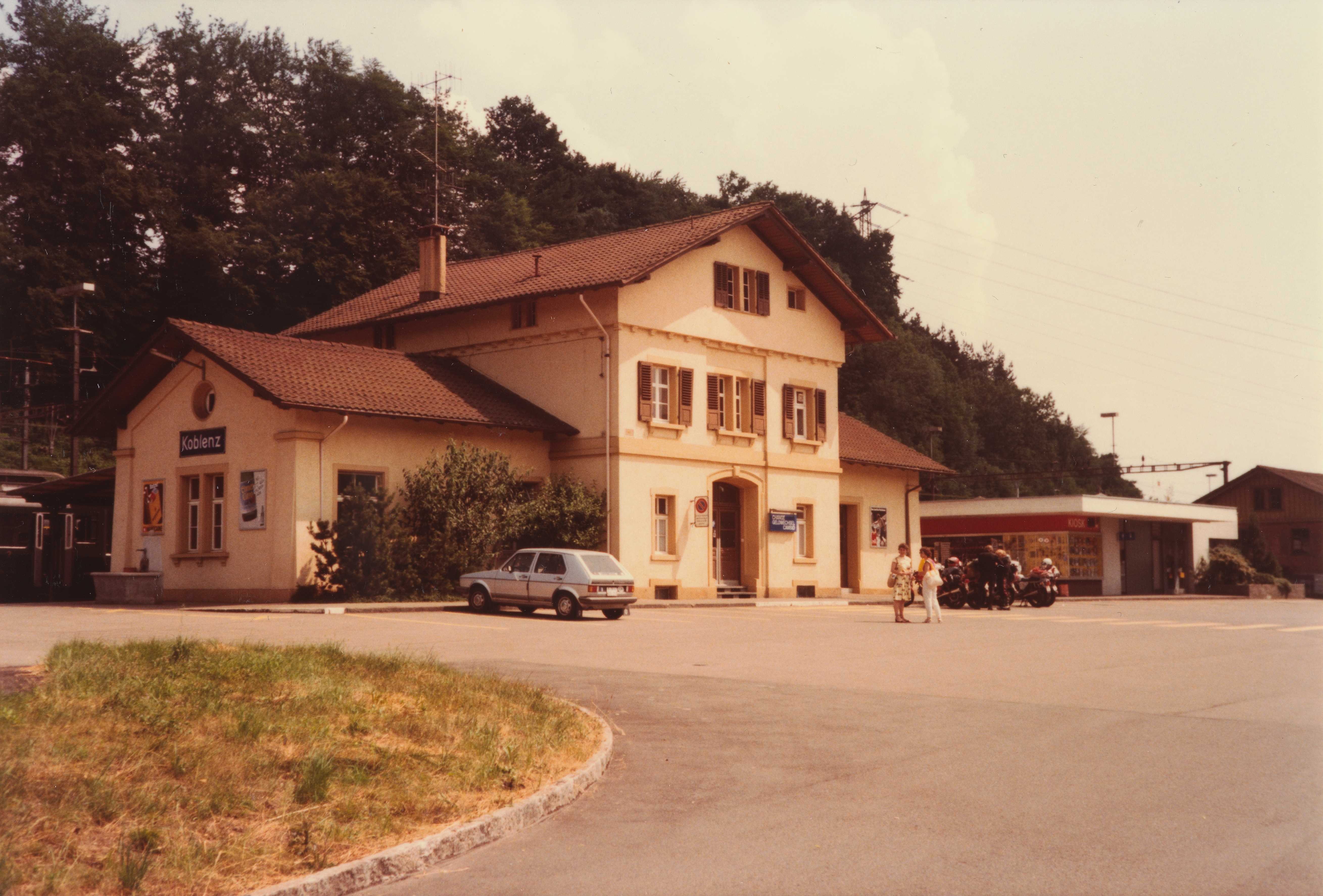
Strassenseite (1983)

Architekt des Aufnahmegebäudes war Jakob Friedrich Wanner, der auch die Bauleitung innehatte. Er übernahm dabei den Grundtyp für NOB-Bahnhöfe, den der deutsche Ingenieur August von Beckh 1857 in Schinznach-Bad, Wildegg und Rupperswil verwirklicht hatte, und passte sie den örtlichen Begebenheiten an. Das Aufnahmegebäude in Koblenz war ursprünglich baugleich mit jenen in Döttingen und Siggenthal: Ein giebelständiger Kopfbau, der platzseitig mit einem zentralen Stichbogenportal symmetrisch gegliedert ist und dessen beiden Hauptgeschosse mit einem durchlaufenden Gesims unterteilt werden. 1876 erfolgte ein markanter Ausbau zu einem zweigeschossigen giebelständigen Mittelbau, der von zweigeschossigen Annexbauten flankiert wird. Der Mittelbau ist rustifiziert, zusätzlich fassen Pilaster die Ecken der Annexbauten ein.
Der südlich anschliessende Güterschuppen ist ein lang gezogener Sichtfachwerkbau, der traufständig an der Bahnlinie steht und Verladerampen an beiden Traufseiten besitzt. Je zwei grosse rechteckige Tore betonen die Eingänge an beiden Längsseiten.

### Depot

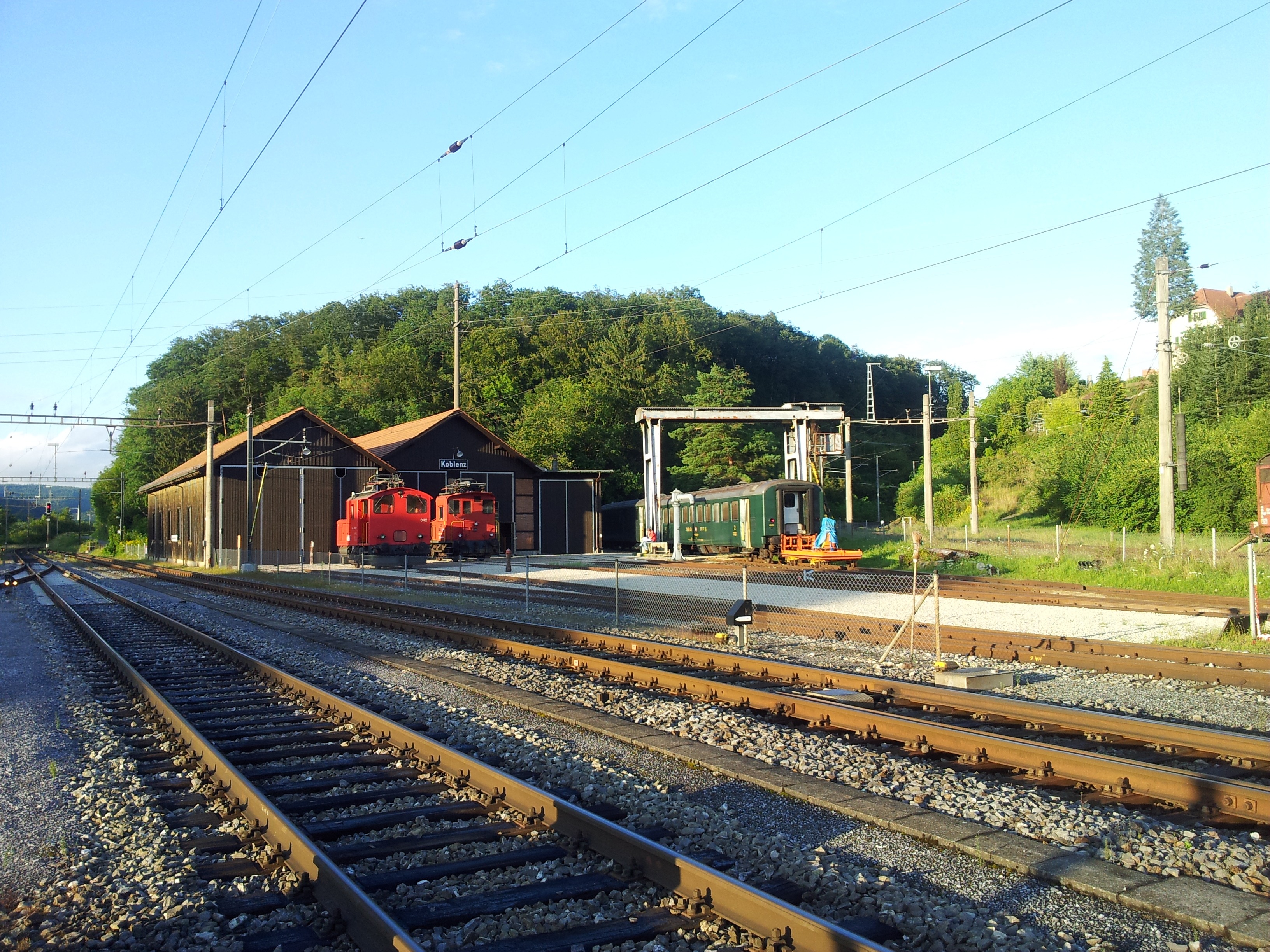
Lokomotivdepot

Das Fachwerkgebäude des 1859 erbauten Depots ist das älteste erhalten gebliebene Lokomotivdepot der Schweiz und steht heute unter eidgenössischem Denkmalschutz. Anfänglich bestand das Depot nur aus den beiden westlichen Gleisen, wovon eines eine Putzgrube besass. Später wurden östlich davon in zwei Etappen drei weitere überdeckte Depotgleise angebaut.
Das Gebäude wäre beinahe abgebrochen worden, nachdem es 1999 während des Orkans Lothar beschädigt worden war. Da es zu diesem Zeitpunkt unbenutzt war, sah man keinen Bedarf für Reparaturen. 2004 reichten die SBB ein Abbruchgesuch ein, dem der Kanton Aargau auch entsprach. Der Abbruchtermin war auf den Herbst 2005 angesetzt. Als im Sommer die Demontagearbeiten am Dach bereits begonnen hatten, legte die SBB-interne Fachgruppe für Denkmalpflege im letzten Moment ihr Veto ein. Mit der Draisinen Sammlung Fricktal (heute Verein Depot und Schienenfahrzeuge Koblenz) konnte ein Nutzer gefunden werden, der den Gebäudekomplex in seiner ursprünglichen Form übernahm. So konnten die Gebäude erhalten und in Zusammenarbeit mit der Denkmalpflege fachgerecht saniert werden. Nach dem Abschluss dieser Arbeiten wurde die Anlage am 19. Februar 2007 vom Kanton unter Schutz gestellt. Im gleichen Jahr verlieh der Aargauer Heimatschutz dem Projekt den Aargauer Heimatschutzpreis.

## Angebot
S-Bahn Aargau
- S 27 Baden – Waldshut / – Bad Zurzach

S-Bahn Zürich
- S 19 (Koblenz – Baden –) Dietikon – Zürich HB – Wallisellen – Effretikon (– Pfäffikon ZH) Verkehrt nur Werktags. Koblenz - Dietikon und Effretikon - Pfäffikon ZH nur in Hauptverkehrszeiten
- S 36 Bülach – Bad Zurzach – Waldshut Stundentakt

Postauto
- 147 Koblenz – Full-Reuenthal – Leibstadt